# وزیرکوی (آرتوین)
وزیرکوی (به ترکی استانبولی: Vezirköy) یک منطقهٔ مسکونی در ترکیه است که در آرتوین واقع شده‌است. وزیرکوی ۱۷۵ نفر جمعیت دارد.